# Češko Selo
Češko Selo (v srbské cyrilici Чешко Село, v doslovném překladu do češtiny Česká ves, mezi místními Čechy známá také jako Ablian nebo Fabián) je vesnice v srbském Banátu, součást obce Bela Crkva (Bílý kostel). Známá je hlavně tím, že se jedná o sídlo s nejvyšším procentuálním zastoupením Čechů v Srbsku. Ti sem přišli spolu s dalšími Čechy, kteří znovuzalidňovali jižní pohraničí Rakouska po rakousko-tureckých válkách v 18. a 19. století. Údajně se jedná o potomky Chodů. Velká část místních Čechů přišla z rumunské části Banátu ze zaniklé osady Panasca.
Od roku 2013 ve vesnici působí členové a dobrovolníci Hnutí Brontosaurus, kteří zde pořádají letní dobrovolnický tábor a v létě a na podzim se podílí na místních společenských akcích. Dobrovolníci pomáhají místním s péčí o veřejná prostranství, drobné památky apod. Pracovali na obnově historických studní či údržbě hřbitova, muzea, kostelní zahrady a kostela. Hnutí Brontosaurus zde také podporuje rozvoj šetrné turistiky - tvoří síť turistického značení, buduje naučné tabule o obci a její historii, provozuje web srbskybanat.cz a vydalo průvodce Toulky srbským Banátem. Zejména však brontosauři podporují místní krajanský živel a rozvíjí družbu krajanů s jejich původní domovinou. 

## Obyvatelstvo
Podobně jako v jiných vesnických sídlech na území Srbska i v této obci klesá počet obyvatel a to, které zůstává, stárne. Zatímco po druhé světové válce žilo v obci ještě téměř 200 lidí, v současné době se počet obyvatel pohybuje kolem čtyřiceti (asi šestnáct domácností), průměrný věk místních pak dosahuje 46,9 let (44,8 u mužů a 49,4 u žen). V současné době (2016) žije v obci Češko Selo něco přes 20 obyvatel, až na jedinou srbskou výjimku jsou to samí Češi.

## Národnostní složení (sčítání lidu 2002)
- Češi = 39 (84,78 %)
- Srbové = 6 (13,04 %)
- Maďaři = 1 (2,17 %)